# Kupala
Kupala (en biélorusse : Купала, en polonais : Kupała, en russe : Купала, en ukrainien : Купало/Купайло), est une déesse de la mythologie slave.
C'est également le nom d'une fête traditionnelle qui se déroule lors du solstice d'été.
Toutes les variantes sont prononcées Koupala sensiblement de la même manière, quelle que soit la langue.

## Divinité

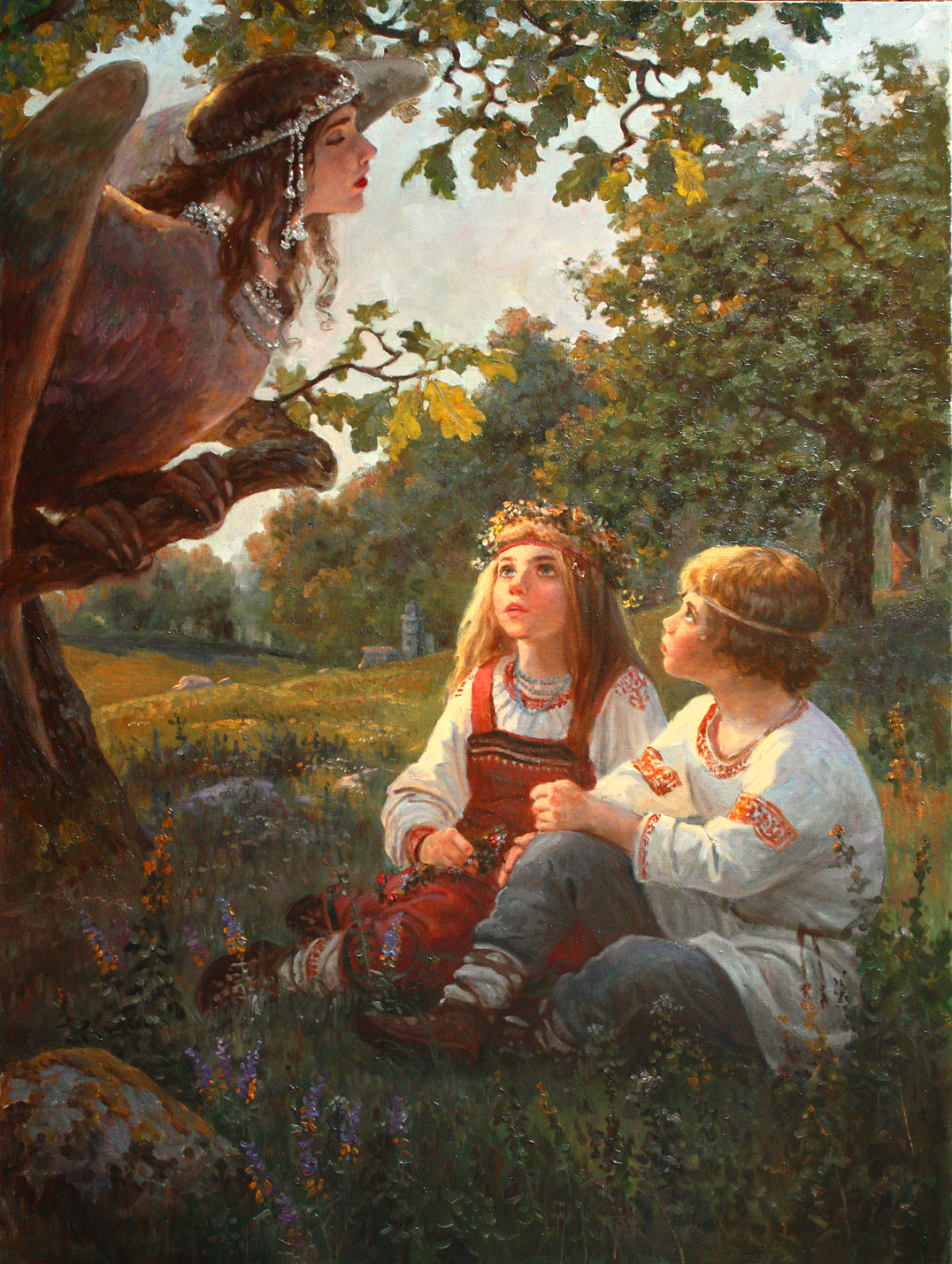
Kupala et Kostroma par Andreï Chichkine (2015).

Dans son livre Deutsche Mythologie (1835), Jacob Grimm fait remarquer que les Russes utilisaient le mot « Kupala » pour décrire les feux allumés au solstice d'été, et note que certains expliquaient le nom Kupulo, comme étant un dieu des récoltes.
Dans le néopaganisme slave, Kupala est la déesse des herbes, de la magie, du sexe et du solstice d'été. Elle est également Mère Eau associée aux arbres, aux herbes et aux fleurs. Sa sœur jumelle est Kostroma. Sa célébration tombe le jour du solstice d'été en juin consacrant ce jour saint les deux plus importants éléments : le feu et l'eau.

## Fête
Le jour d'Ivan Kupala (le jour de Jean le Baptiste), souvent nuit de Kupala, est la fête de Jean le Baptiste, dans la plupart des pays d'Europe centrale et orientale, il a lieu autour du solstice d'été. Il est par certains côtés l'équivalent traditionnel dans ces pays de la Saint-Valentin, fête de l'amour et des amoureux.
Pour certains néo-païens, Kupala (Sobótka en Pologne), était la fête célébrée lors du solstice d'été en juin. C'était selon eux un jour sacré honorant les deux éléments les plus importants : le feu et l'eau.

## Écrivain
Ianka Koupala est le pseudonyme d'Ivan Loutsévitch, père de la langue biélorusse.